# Universitatea Metodistă din Piracicaba
Universitatea Metodistă din Piracicaba (portugheză: Universidade Metodista de Piracicaba ), cunoscută și sub numele de Unimep, este o instituție braziliană de învățământ superior privată cu sediu în statul São Paulo, Brazilia. 
Universitatea desfașoară activități de predare, cercetare și informare, în diverse domenii știintifice. Unimep a fost fondată în 1964 ca un set de facultăți acreditate individual și a primit statutul de universitate în 1975, devenind prima universitate metodistă din America Latină.  Instituția este sponsorizată de Institutul Educacional Piracicabano (IEP) și are patru campusuri, două dintre ele situate în Piracicaba, unul în Santa Bárbara d'Oeste și unul în Lins . 
Într-un raport din 2016 al Institutului Național de Studii și Cercetări Educative Anísio Teixeira, o organizație non-guvernamentală cvasi-autonomă sub controlului Ministerului Educației responsabilă de evaluarea calității instituțiilor de învățământ superior din Brazilia, Unimep a obținut un indice general de curs (IGC, Índice Geral de Cursos, în portugheză) de 2.6478 (de la 0 la 5) și a fost calificată la nivelul 3 (pe o scară 1-5) ca urmare a evaluării a 40 de specializării.  În evaluarea sa din 2016, Guia do Estudante, un ghid universitar brazilian, a clasat Unimep ca a doua cea mai bună universitate privată din interiorul statului Sao Paulo și pe locul 14 în clasamentul global al statului. 

## Istorie

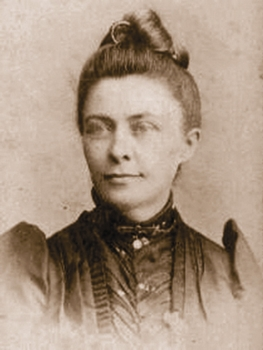
Misionară Martha Watts, fondatoarea Colegiului Piracicabano, din care s-a născut Unimep.

Istoria Unimep datează din 1881, când misionara americancă Martha Watts a fondat la Piracicaba prima școală metodistă din Brazilia, Colégio Piracicabano.  În 1964, școala a început să ofere cursuri de învățământ superior în economie, administrație și contabilitate, sub denumirea de Facultăți Integrate. În 1975, Ministerul Educației a recunoscut Unimep ca universitate. 
În 1980, UNIMEP a sponsorizat și găzduit cel de-al 32-lea congres al Uniunii Naționale a Studenților și l-a ales pe Aldo Rebelo, legat de Partidul Comunist din Brazilia, în calitate de președinte. Rectorul de atunci al UNIMEP a intervenit personal în fața ministrului justiției al guvernului brazilian, la acea vreme sub dictatura militară, pentru a permite mobilizarea studenților. Congresul a adunat 4.000 de studenți la Piracicaba și a permis restructurarea Uniunii Naționale a Studenților . 

## Structura și oferta academică
Unimep este structurată în facultăți, care la rândul lor sunt structurate într-o serie de programe de licență: 
- Facultatea de Inginerie, Arhitectură și Urbanism (arhitectură și urbanism, inginerie civilă, inginerie alimentară, inginerie de control și automatizare, inginerie de producție, inginerie electrică, inginerie mecanică, inginerie chimică, producție mecanică, chimie, chimie industrială, matematică, procese metalurgice, procese chimice );
- Facultatea de Științe ale Sănătății (biologie, educație fizică, asistență medicală, farmacie, fizioterapie, medicină veterinară, nutriție);
- Facultatea de Odontologie (odontologie);
- Facultatea de Comunicare și Informatică (cinema și audiovizual, design grafic, fotografie, jurnalism, sisteme informaționale, publicitate, radio-TV-internet, rețele de computer);
- Facultatea de Științe Umane (istorie, filozofie, engleză, portugheză, muzică, psihologie, educație, traducere și interpretare în limba engleză);
- Facultatea de Drept (drept);
- Facultatea de Management și Afaceri (administrație, economie, contabilitate, afaceri internaționale, relații internaționale, gastronomie, comerț exterior, marketing, managementul producției industriale, managementul resurselor umane, logistică).

## Relatii Internationale
Unimep a semnat acorduri de parteneriat cu universități din țări din întreaga lume, precum Germania, Angola, Argentina, Belgia, Chile, Columbia, Coreea de Sud, Costa Rica, Cuba, Spania, Statele Unite, Finlanda, Regatul Unit, Italia, Japonia, Mexic, Mozambic, Paraguay, Portugalia, Taiwan, Ucraina și Uruguay .  Universitatea este, de asemenea, un membru activ al Asociației Internaționale a Școlilor, Colegiilor și Universităților Metodice (IAMSCU), a cărei președinție a ocupat-o în mai multe rânduri. 